# 辉苏木
辉苏木，是中华人民共和国内蒙古自治区呼伦贝尔市鄂温克族自治旗下辖的一个乡镇级行政单位。

## 行政区划
辉苏木下辖以下地区：
翁公陶海嘎查、辉道嘎查、哈克木嘎查、乌兰宝力格嘎查、西贵图嘎查、巴音勿拉嘎查、伊拉利特嘎查、乌日切希嘎查、乌兰图格嘎查、阿尔山诺尔嘎查和查干诺尔嘎查。